# WASP-96b
WASP-96b es un exoplaneta gigante gaseoso. Su masa es 0,48 la de Júpiter. Está a 0,0453 AU de la estrella de tipo-G WASP-96, que orbita cada 3,4 días. Se encuentra a unos 1.120 años luz de la Tierra, en la constelación de Phoenix. Fue descubierto en 2013 por el Wide Angle Search for Planets (WASP).
El espectro de WASP-96b fue uno de los elementos presentados en el lanzamiento científico inicial del telescopio espacial James Webb. El espectro confirmó la presencia de agua, además de proporcionar evidencia de "nubes y brumas" dentro de la atmósfera del planeta. Antes de este descubrimiento, se pensaba que WASP-96b estaba libre de nubes.
WASP-96b orbita su estrella similar al Sol WASP-96 cada 3,5 días terrestres a una distancia de solo una 9° parte de la distancia entre Mercurio y el Sol.
En julio de 2022, se publicó el espectro atmosférico de James Webb como una de las primeras imágenes científicas del observatorio.
Si bien la curva de luz emitida confirma las propiedades del planeta que ya se habían determinado a partir de otras observaciones (la existencia, el tamaño y la órbita del planeta), el espectro de transmisión reveló detalles previamente ocultos de la atmósfera: la firma inequívoca del agua, indicaciones de neblina., y evidencia de nubes que se sospechaba en base a observaciones previas.